# Artilleriewerk Isleten

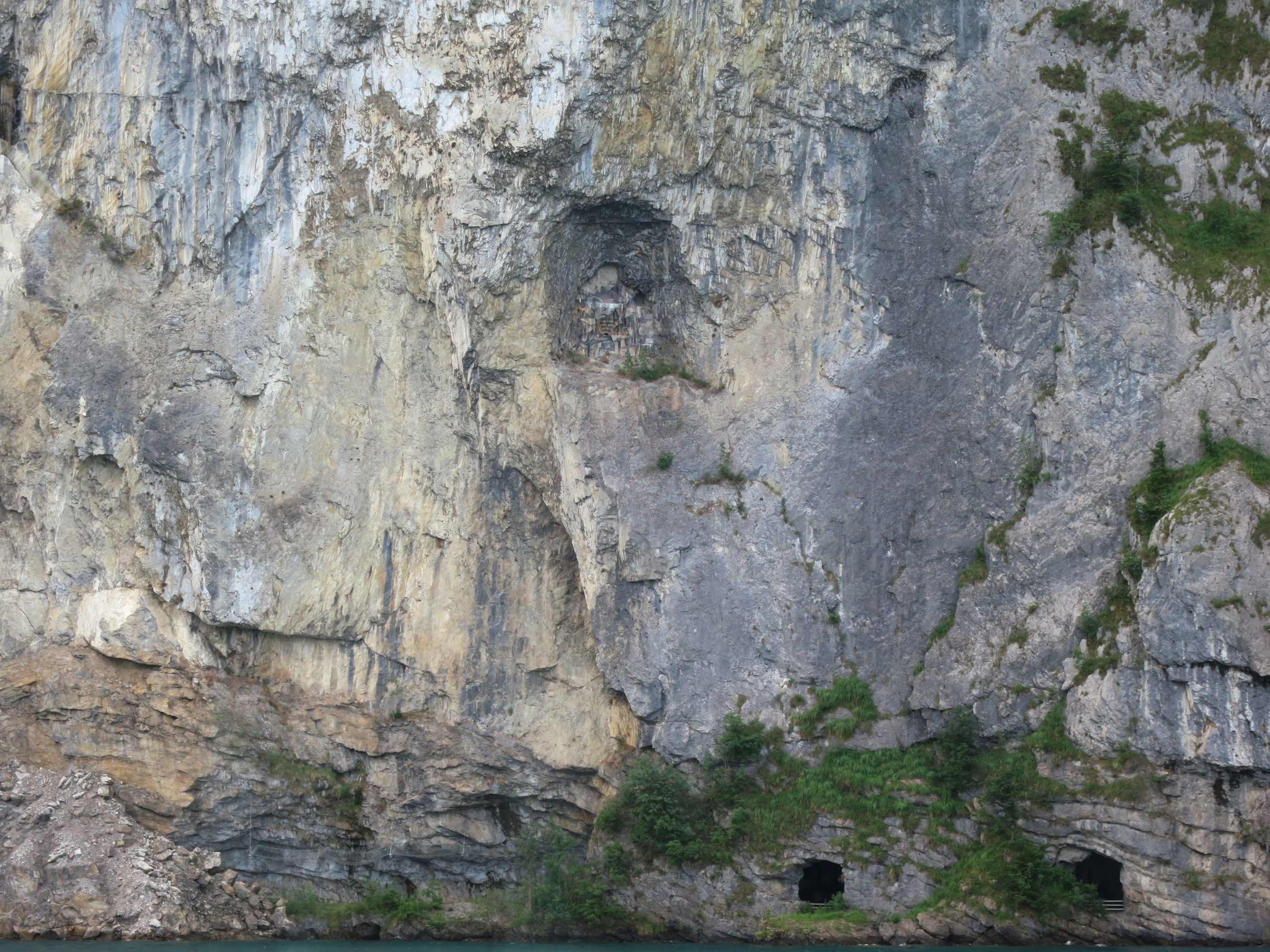
Getarnte Scharte Batterie Nord Geschützstand 3

Das Artilleriewerk Isleten, Armeebezeichnung A 8730, ist eine als Felswerk erstellte ehemalige Artilleriefestung im Harderband bei Isleten am Ufer des Vierwaldstättersees. 

## Artilleriewerk Isleten
Das Artilleriewerk wurde ursprünglich von der Festungskompanie III/5 betrieben, die zur Festungsabteilung 5 und damit zur Gotthardfestung gehörte. In den 1970er Jahren wurde die Festung der Festungskompanie I/18 der Reduitbrigade 24 zugeteilt. Mit der Armeereform 95 wurde das Werk aufgehoben und 1999 aus der Geheimhaltung entlassen. Die 2002 ausgebauten Geschütze wurden im Artilleriewerk Halsegg eingebaut. Das Werk wurde 2010 zusammen mit der Seilbahn an ein Unternehmen verkauft und dient als Datenzentrum.

### Werk
Die Festung wurde in den Jahren 1942–1943 in den Fels gebaut. Für deren Zugang wurde 1942 eine 65 m lange Windenbahn in Betrieb genommen. In der Batterie Süd der Festung wurde ein Schrägaufzug vom unteren Ende des Schrägstollens bis zum Geschütz 1 hinauf erstellt, mit einer Mittelstation beim Geschütz 2. 

### Auftrag und Bewaffnung
Das Artilleriewerk Isleten hatte die Einfallsachse zu den Gotthardfestungen (Reduit) im Raum Andermatt zu schützen. Seine zentrale Lage am Taleingang nach Isenthal erlaubte es, sowohl nordöstlich In Richtung Zugersee und den Talkessel von Schwyz als auch südöstlich in Richtung des Kessels von Altdorf zu wirken. 
Die zwei Batterien (Nord und Süd) des Felswerks verfügten über insgesamt vier 10,5 cm Befestigungskanonen BK 39 L42.

## Sperrstelle Seelisberg
Die Sperrstelle Seelisberg umfasste neben dem Artilleriewerk die Aussenverteidigung des Werks und die Kontrolle der Zufahrtswege. Nach dem Bau des Seelisbergtunnels wurde sie mit den Sperren Seelisbergtunnel Nord und Seelisbergtunnel Süd/Isleten (Armeebezeichnung Nr. 2470) ergänzt.
Im März 1941 wurde der Standort der Funkerkompanie 7 (Fk Kp 7) nach Seelisberg verlegt. Im Chalet Margret wurde im Dreischichtbetrieb rund um die Uhr ein Abhorchdienst verrichtet. Alle acht Tage erfolgte ein Schichtwechsel. Notstandort war ein Bunker an der Strasse Seelisberg–Bauen, verpflegt wurde im Restaurant Pension Flora.
- Artilleriewerk Isleten A 8730	⊙
- Permanente Waffenstellung A 8731 Eingang Art Wk
- Unterstand Isleten Nord A 8732
- Unterstand Isleten Süd A 8733
- Unterstand Isleten A 8734
- Unterstand Isleten A 8735
- Permanente Waffenstellung A 8736 Klettergarten (wurde 1991 für Ferienlager umgebaut) ⊙
- Unterstand In den Bändern A 8737

## Sperrstelle Attinghausen
- 8,1-cm-Festungsminenwerfer 1956/60 A 8726 Bodenwald, Monobloc ⊙
- Unterstand Eielen A 8728 ⊙
- KP Luftwaffe/Flab Attinghausen, Einsatzzentrale A 8729, K7 ⊙
- Militärspital Schattdorf MS 4701 ⊙